# 施特拉伦
施特拉伦（德語：Straelen，發音：[ˈʃtʁaːlən] ⓘ）是德国北莱茵-威斯特法伦州杜塞尔多夫行政区克莱沃县的城市，面积74平方千米，2023年12月31日人口为16,544人。